# (3252) Johnny
(3252) Johnny (1981 EM4) – planetoida z pasa głównego asteroid okrążająca Słońce w ciągu 4,35 lat w średniej odległości 2,66 au. Odkryta 2 marca 1981 roku.